# Sint-Brigidakerk (Noorbeek)
De Sint-Brigidakerk is een kerk in de Nederlands Zuid-Limburgse gemeente Eijsden-Margraten. De kerk bevindt zich aan de Pley, een plein in het dorp Noorbeek. Hier komen de wegen vanuit Hoogcruts, Mheer via Wesch en de Voerstreek samen. Jaarlijks wordt voor de kerk een Sint Brigida-den geplaatst.
Het kerkgebouw ligt op een kerkheuvel met eromheen een kerkhof. Ze worden omgeven door een mergelstenen keermuur. Aan de oostzijde van de kerk ligt de Sint-Brigidakapel. Op het kerkhof liggen 25 stenen grafkruisen uit de periode 1608-1765. Bij het kerkhof staat een Heilig Hartbeeld van August Falise.
De kerk en de Brigidakapel zijn ieder een rijksmonument en is gewijd aan Sint-Brigida.

## Geschiedenis
Omstreeks het jaar 1000 heeft er reeds op deze plaats de oudste kerk gestaan die gebouwd werd op een kunstmatige heuvel. Er bevindt zich nog ongehouwen natuursteen in de onderbouw van de toren dat uit de 11e/12e eeuw zou stammen. De toren heeft mogelijk ook gediend als weertoren, een versterkt gebouw waar dorpelingen bij gevaar zich konden terugtrekken.
In 1083 werd de kerk door Conrad I van Luxemburg, heer van het land van Daehlem, aan het Onze-Lieve-Vrouwe-Munster van de stad Luxemburg geschonken.
In de 13e eeuw werd er een romaanse kerk gebouwd die werd opgetrokken in mergel. Hiervan getuigen vijf blinde romaanse rondboogvensters in het middenschip en de lichtspleten en galmgaten van de toren.
Rond 1400 begon men met het verbouwen van het kerkgebouw naar een gotische bouwstijl met spitsbogen.
In 1568 werd de kerk geplunderd door soldaten van Willem van Oranje.
In de 16e eeuw werd het gebouw verbouwd waarbij netgewelven aangebracht werden.
Tot 1614 was de Sint-Brigidakerk een filiaalkerk van de parochiekerk van 's-Gravenvoeren.
In 1626 scheidde de parochie Mheer zich af van de parochie waar de Sint-Brigidakerk deel van uitmaakte.
In 1847 werden het toegangsportaal en de bijruimtes in baksteen gebouwd onder leiding van bouwheer pastoor Clercks.
In 1903-1913 vond er een algehele restauratie plaats onder leiding van architect Willem Sprenger. Bij deze restauratie werden de sacristie en de bij-sacristie aan de noord- en zuidzijde van koor toegevoegd aan het gebouw. De planning, het ontwerp en de fondsenwerving vond plaats in de jaren 1903-1910, terwijl van 1910-1913 de daadwerkelijke restauratie plaatsvond.
In 1990-1991 vond er opnieuw een algehele consoliderende restauratie plaats.
Op 3 februari 2021 brak er een brand uit in de kerk.
Op 17 april 2022 heropende de kerk na een grondige restauratie. Met een opgeknapt orgel en een nieuw hoofdaltaar.

## Opbouw
Het gebouw bestaat uit een vierkante westtoren met twee geledingen, een driebeukig schip met hardstenen zuilen met Maaskapitelen, een driezijdig gesloten koor, een sacristie, een portaal en een doopkapel. De Maaskapitelen zijn in diverse motieven gebeeldhouwde koppen boven op de zuilen en zijn een kenmerk van de bouwkunde in het Maasland. In de noordbeuk bevinden zich de overblijfselen van muurschilderingen. Het middenschip bestaat uit vier traveeën. het schip en het koor hebben beide netgewelven met schilderingen uit ca. 1500, waardoor ze visueel een eenheid vormen. Tussen beide bouwdelen bevindt zich een gereduceerde triomfboog.

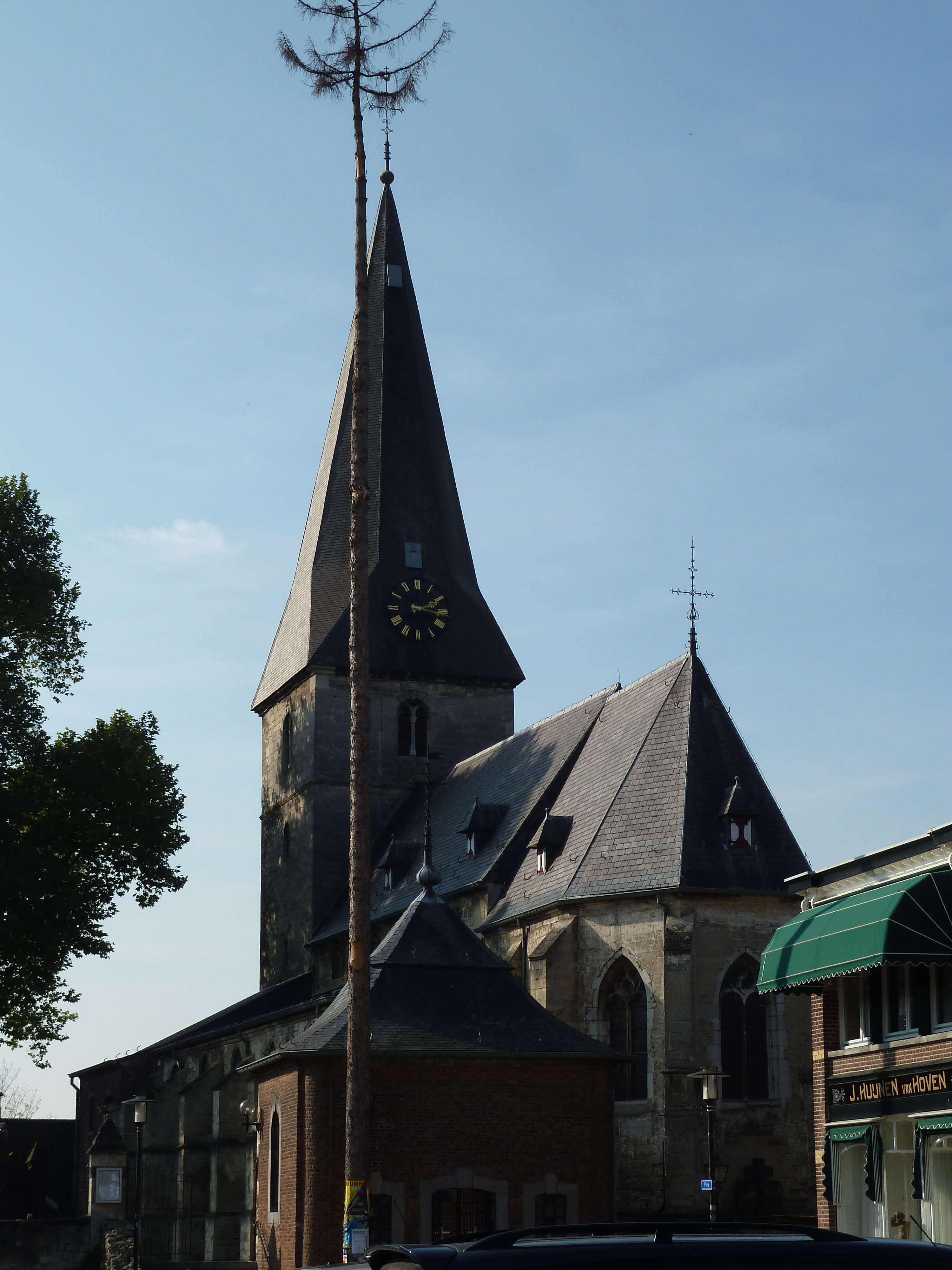
De kerk gezien vanaf Pley